# ケシウミアメンボ

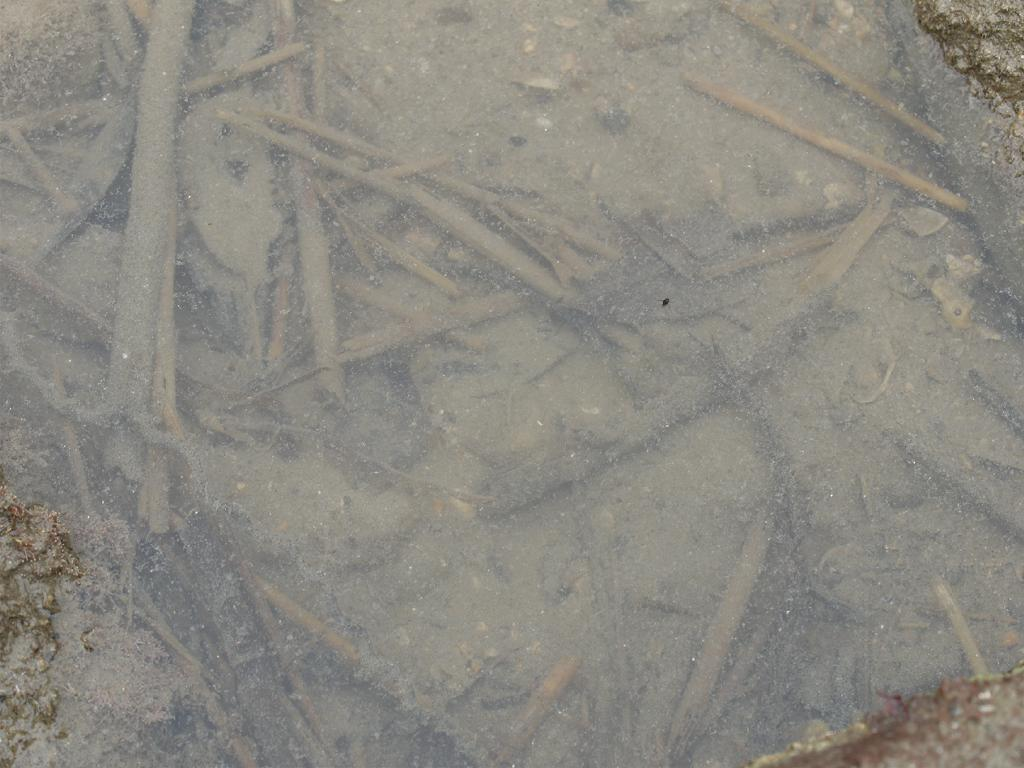
上の写真・トリミング前
肉眼ではこんな感じに見える。

ケシウミアメンボ Halovelia septentrionalis は、海岸の水面に見られる小さな昆虫である。日本南部では普通種だが、ごく小さいため、目にはつきにくい。

## 概要
昆虫で海に進出したものはごく少ないが、そのひとつにアメンボ類がある。ケシウミアメンボもこれに類するものであるが、他の海産アメンボの多くがアメンボ科のものであるのに対して、これはカタビロアメンボ科に分類されている。
ごく小さいアメンボであり、岩の多い海岸で普通に見られるが、何しろ小さいので発見はそれなりに難しい。名前は芥子粒のようなウミアメンボの意であろう。

## 特徴
体長は1.5-2mm程度。全体に黒く、ビロードのような細かな毛を密生する。雄の体は楕円形で、雌では後端が明瞭に細まる。翅はない。頭部は大きく、背面は盛り上がり、その基部中央に褐色部がある。触角は4節で第1節が最も長く、先に向かって外向けに曲がる。胴体部では胸部が大きく、背面は丸く盛り上がり、幅も広い。腹部は短く、その中で第7節が他の節より明らかに長い。大きく発達する胸部は大部分が中胸節で、前胸は狭い。
頭部の中央に縦筋があり、これは平滑な点刻の列からなる。感覚毛が3あるほか、複眼の内縁に沿って8本の剛毛列がある。3対の歩脚は、第2対が一回りだけ長い。第1脚の脛節の下縁には先端側から半分くらいまではっきりした櫛板があり、また先端直前の内側に10歯ほどの櫛板がある。第2脚と第3脚の間隔は狭い。

## 生息環境
海岸の海水面に生息する。岩礁の多い場所に多く、また岩礁の上に上る習性がある。普通種である。珊瑚礁海岸にも見られ、群生する。

## 分布
三浦半島以南の日本から、台湾まで分布する。

## 分類
日本産は一種のみ。海産のアメンボは他にもいるが、いずれももう少し大きい。本種はカタビロアメンボ科に所属し、これに含まれるものは第2脚がアメンボ科のように長く発達しないものが多いが、本種は他の足よりかなり長く、アメンボらしい外見をしている。